# Route nationale 331
Die Route nationale 331, kurz N 331 oder RN 331, war eine französische Nationalstraße, die von 1933 bis 1973 von Dammartin-en-Goële zur N3 bei Sainte-Aulde verlief.